# إيكاروس
إيكاروس (باليونانية القديمة:Ἴκαρος) في الميثولوجيا اليونانية، ابن دايدالوس. تحكي أسطورة يونانية قصة “إيكاروس“، الذي كان محتجزا وأباه في متاهة جزيرة “كريت” عقابا لهما من “مينوس“، ملك الجزيرة. للهرب من عقاب مينوس، استعان الاثنان بأجنحة ثبّتاها على ظهريهما بالشمع، أثناء هروبه من منفاه المتاهة، حلّق الابن إيكاروس قريبا من الشمس، متجاهلا نصيحة والده، فهوى صريعا بعد ان أذابت أشعة الشمس الشمع المثبّت لجناحيه.

## في الأسطورة

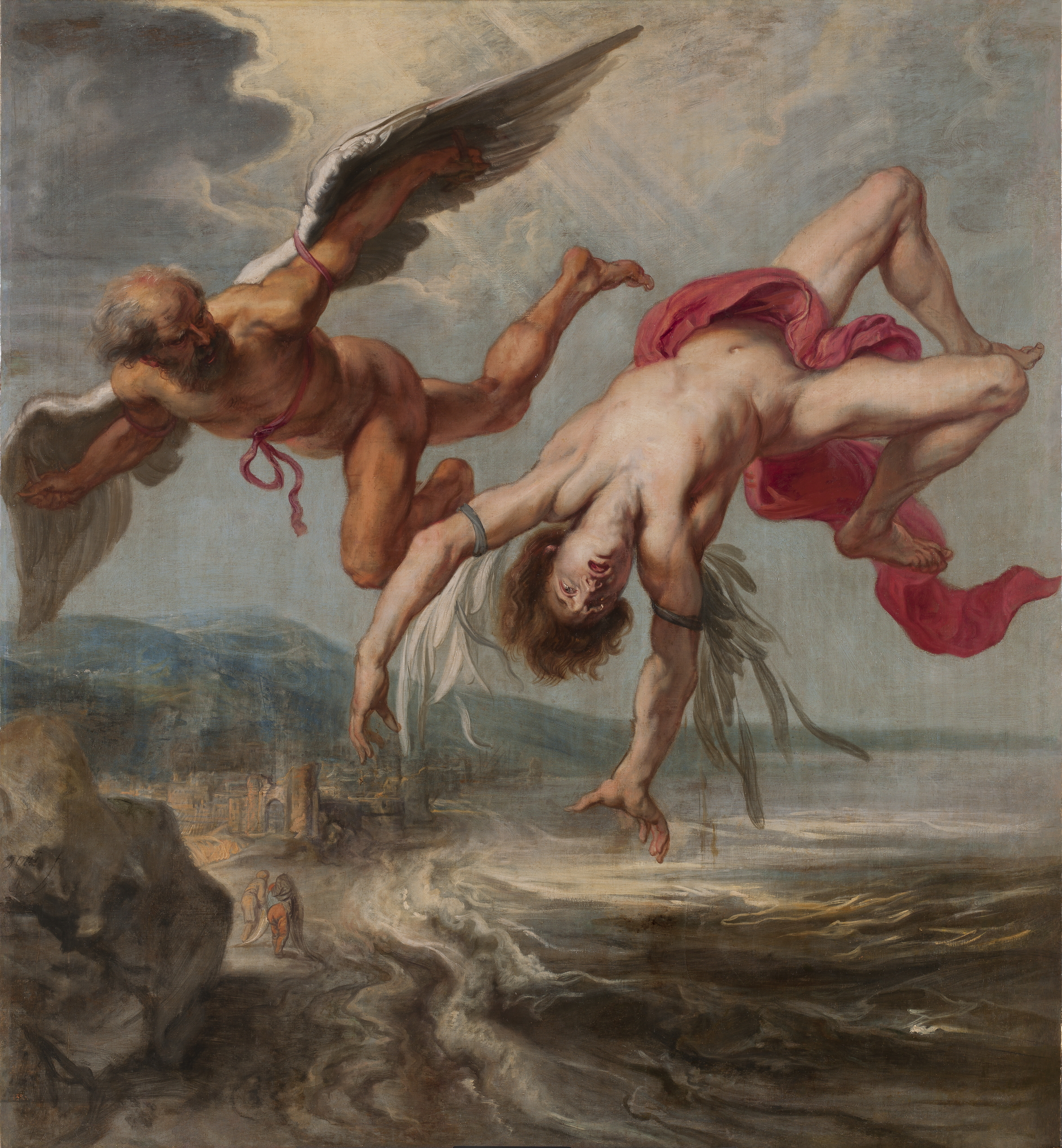
رحلة طيران ايكاروس

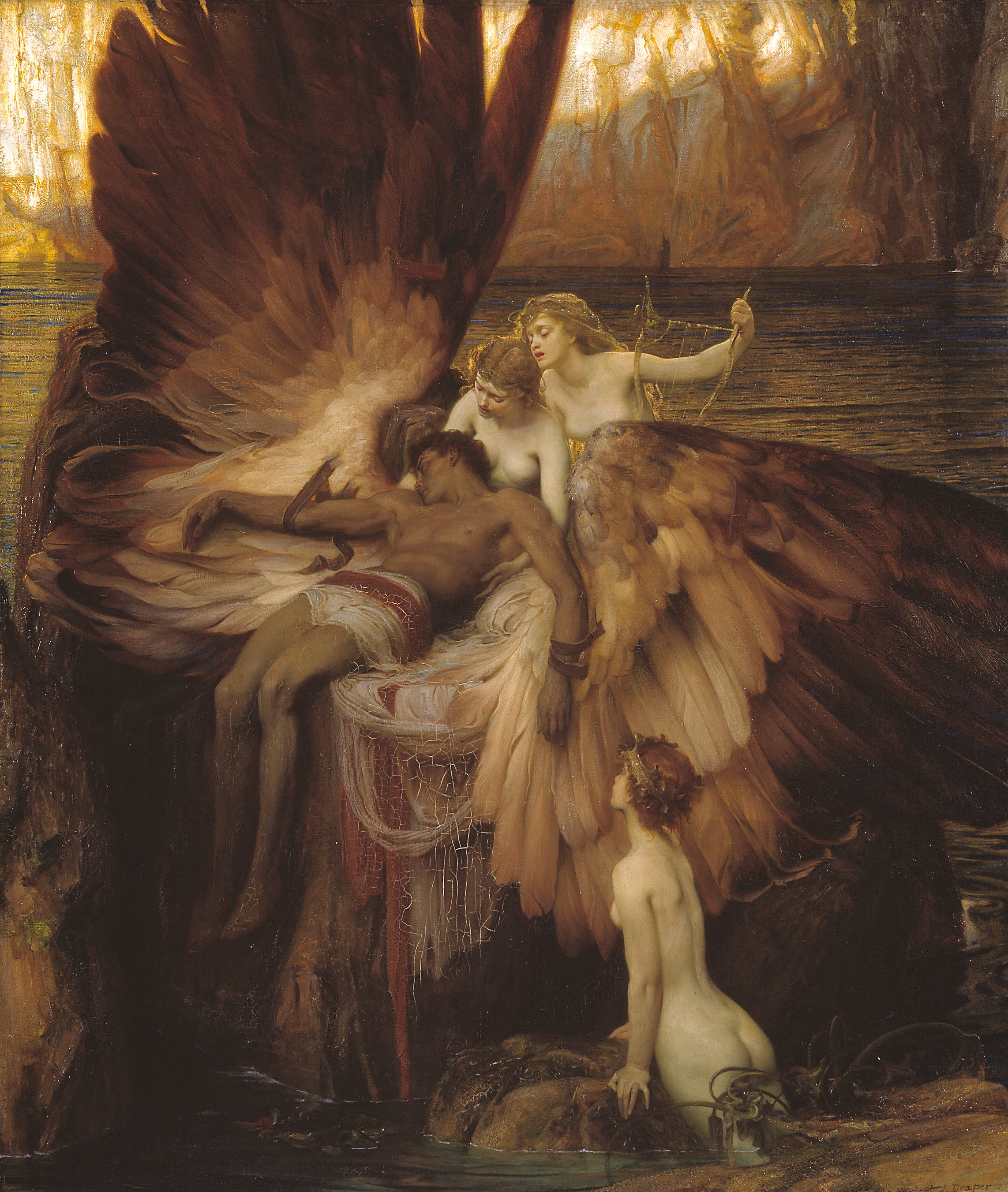
رثاء إيكاروس لوحة بريشة هربرت جيمس درابر متحف تيت في لندن ، المملكة المتحدة.

والد إيكاروس هو دايدالوس، وهو معماري محترف من أثينا، قام ببناء متاهة لمينوس مَلك كريت بالقرب من قصرهِ في مدينة كنوسوس لحجز المينوتور، وهو مخلوق نصفه إنسان ونصفه الآخر ثور، وهو ابنٌ لباسيفاي زوجة مينوس ولثور ابيض كالثلج يدعى الثور الكريتي. مينوس قام بحجز إيكاروس ووالده في تلك المتاهة لأن والد إيكاروس اعطى ابنة مينوس، أريادني حبلاً لكي تعطيه لثيسيوس، وهو أحد ملوك أثينا الاسطوريين الذي وقعت أرياندي أبنة مينوس بحبهِ وهو يعتبر عدواً لمينوس، وهو من قام بقتل المينوتور واستطاع الخروج من المتاهة بمساعدة الحبل الذي اعطتهُ أريادني لهُ.
دايدالوس قام بصنع اجنحة له ولابنه من الشمع والريش، ثم قام بتجربتها اولاً، ولكن قبل ان يحاولا الهرب من الجزيرة، حذر ابنه من الطيران بالقرب من البحر أو الشمس وطلب منه ان يتبعهُ فقط، لكن بسبب الدوار الذي تغلب على إيكاروس عند الطيران، أخذ بالطيران نحو السماء بشكل جنوني واصبح قريباً جداً من الشمس، فاذابت حرارة الشمسِ الشمعَ في الأجنحة. ولكنه استمر بتحريك يديه، فأدرك لاحقاً أنه بلا أجنحة، وبذلك سقط إيكاروس في البحر ومات غرقاً في المنطقة التي هي الآن تسمى ببحر إيجة قرب إيكاريا، وهي جزيرة تقع جنوب غرب ساموس.
كُتّاب العصر الهلنستي أوضحوا بطريقةٍ يوهيمرية ان هرب إيكاروس ووالده كان عن طريق قارب اُعطى لهم من قبل باسيفاي، كان القارب من صنع دايدالوس في البداية، لتجاوز سُفن مينوس المُطاردة لهم، وأن إيكاروس سقط في طريقهم إلى صقيلة وتوفيَ غرقاً. وقام هرقل بتشييد قبر لهُ.